# Rue Jean-Bleuzen
La rue Jean-Bleuzen est une voie publique de la commune de Vanves, dans le département français des Hauts-de-Seine.

## Situation et accès
La rue Jean-Bleuzen est longée, sur toute sa longueur, par la ligne de Paris-Montparnasse à Brest, du côté est.
Elle y dispose d'un accès direct à la station de métro Malakoff - Plateau de Vanves, sur la ligne 13 du métro de Paris.
Du côté ouest, en partant du nord, elle marque notamment le point de départ de la rue Jean-Jaurès et de la rue Gambetta.

## Origine du nom
Cette rue rend hommage à Jean Bleuzen, l'une des victimes de l'incendie de la râperie d'Oissery, après avoir été capturé avec 25 de ses camarades, le 25 août 1944.

## Historique

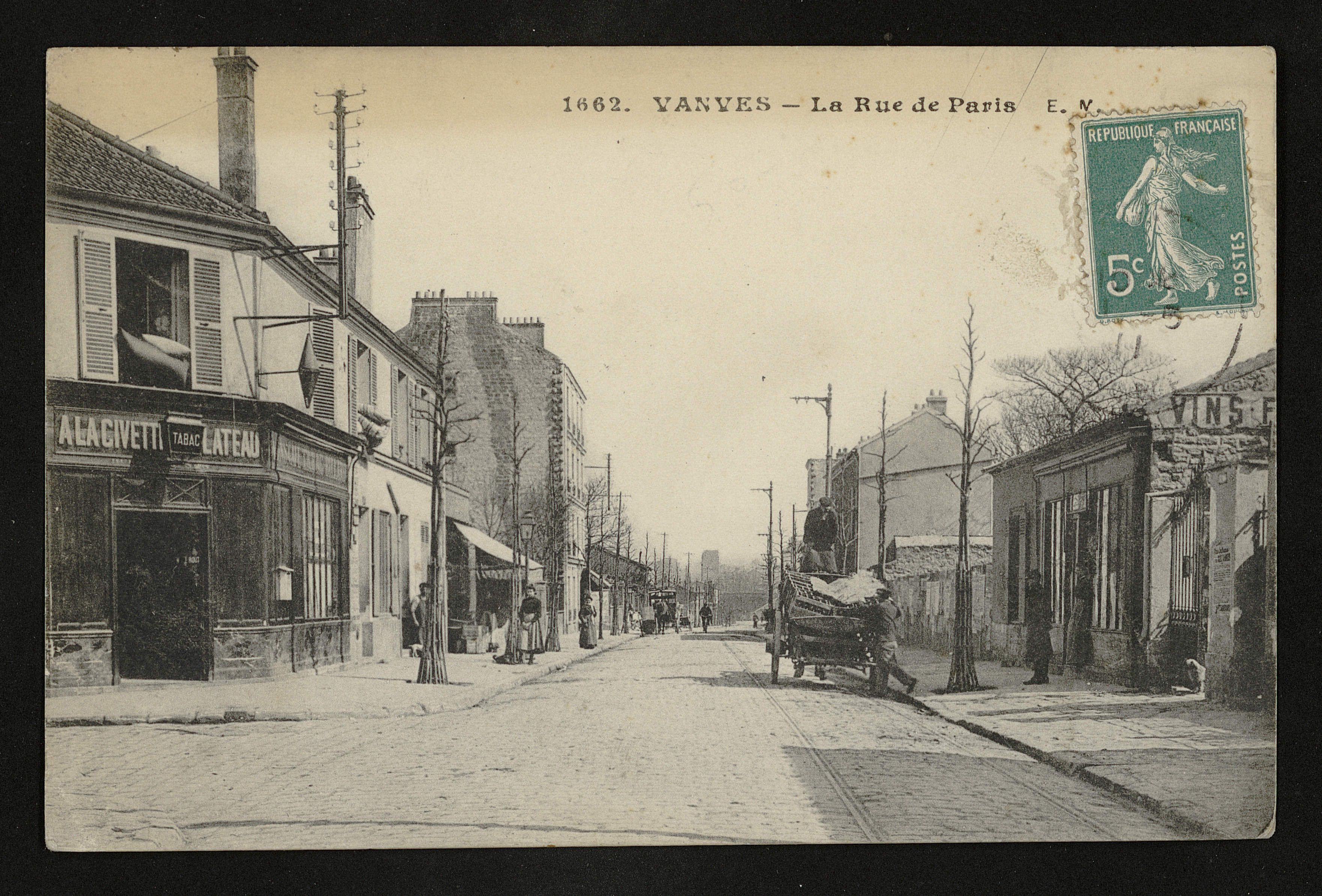
Vanves - La Rue de Paris.

La partie nord de cette rue a été annexée par la ville de Paris en 1925, au profit de l'avenue de la Porte-Brancion. Elle portait alors encore le nom de rue de Paris.
Le nouveau nom de cette rue a été attribué en 1945.

## Bâtiments remarquables et lieux de mémoire
- Cette rue est le siège de nombreuses entreprises comme Audiens, Pika Édition ou Hachette Livre.
- Elle fait partie de la série photographique de 1971, 6 mètres avant Paris[5].
- À proximité se trouve le cimetière de Vanves.